# 댓잎장어

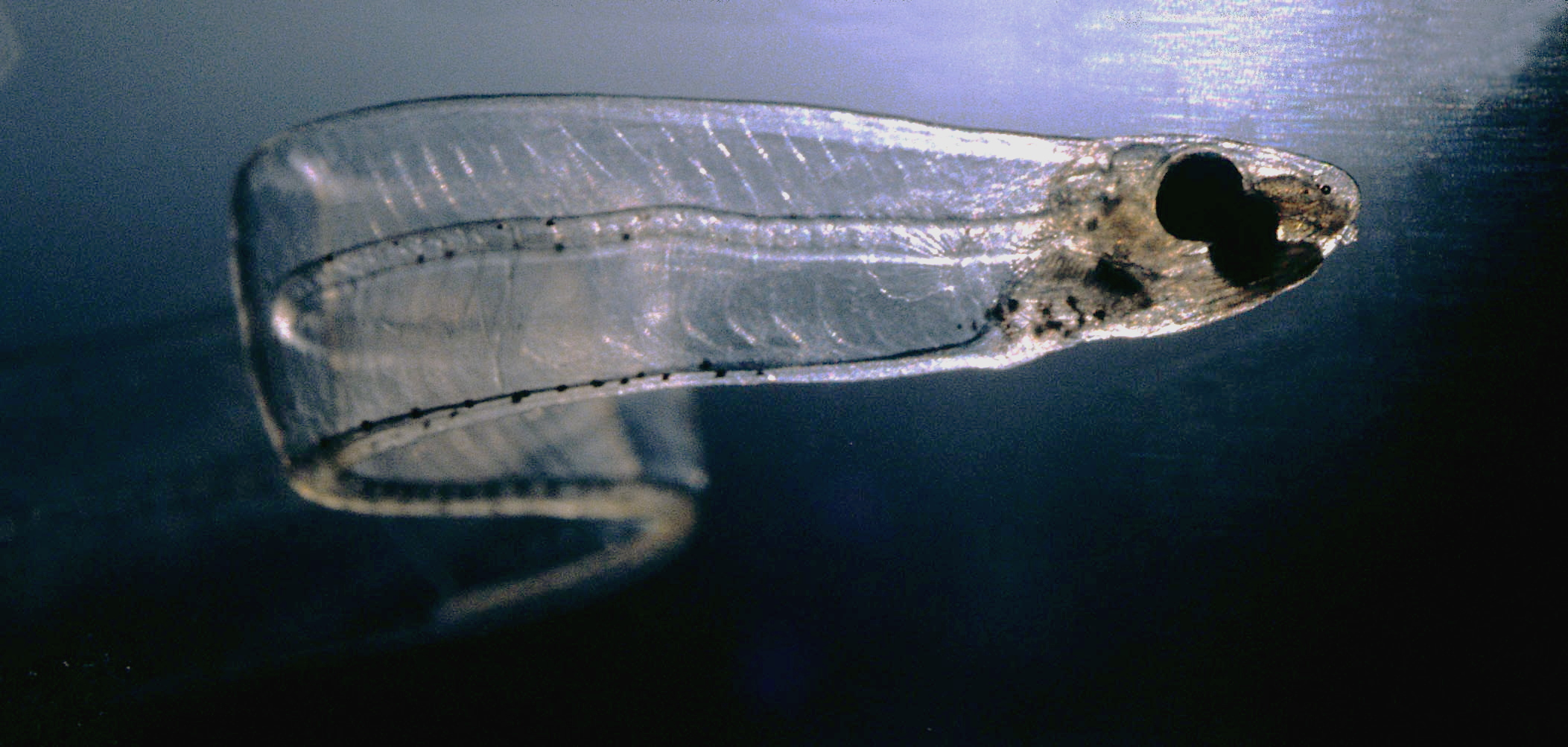

댓잎장어(Leptocephalus 렙토케팔루스[*])는 당멸치류 물고기들의 유생이다.

## 같이 보기
- 양식업
- 오도리구이(踊り食い)
- 어류플랑크톤(Ichthyoplankton) - 치어(Juvenile fish)